# 素敵なあの人
『素敵なこの人』（すてきなこのひと）は、1982年10月11日から1985年6月24日までテレビ東京で放送されたトーク番組。放送時間は毎週月曜 22:00 - 22:30 (JST) 。

## 概要
人々の栄光ある人生のある時間などを劇的に捕らえ、会話の中でゲストの人間体を浮き彫りにしてゆくトーク番組。

## 司会
- 檀ふみ（1982年10月 - 1983年3月）
- 寺島純子（現・富司純子、1983年4月 - 1985年6月）